# BS日本のうた
『BS日本のうた』（ビーエスにっぽんのうた）は、BSプレミアム・NHKワールド・プレミアム（海外向け）にて放送されていた公開音楽番組である。

## 概要
元々1997年に企画された「BS20世紀日本のうた」という視聴者参加投票形式の音楽番組が毎月（4日間程度）放送されたのが原点とされ、1998年から毎週定時のレギュラー放送となった。
前身番組であった当初はNHK放送センターの公開スタジオ、またはNHKホールからの公開収録が中心だったが、その後は全国各地のNHK公開スタジオ（NHKホール、NHK大阪ホールなど）、および各地の音楽ホールなどを会場にした公開収録によるステージショーとなっていた。毎回何らかのテーマを設定して放送する。また、収録を行った地域の歌が取り上げられることもあるが、収録地の中学校・高校の合唱部がエキストラとして（いわゆるガヤ枠）出演した。
定時レギュラー前の1年は出演者の年齢層もバンド系を含めて幅広かったが、レギュラーとなって以降は主に演歌、歌謡系の歌手が中心となっている。自身の持ち歌以外も披露するという特長がある。
字幕放送は2013年4月7日放送分から開始された。2015年3月28日に放送された回を最後として一旦終了し、4月12日から「新・BS日本のうた」としてリニューアルされた。

## 司会
いずれもNHKの男性アナウンサーが務めた。宮本のみ現在フリー、他は現職。
- 1998年4月 - 2002年3月：阿部渉
- 2002年4月 - 2005年3月：宮本隆治
- 2005年4月 - 2008年3月：塩屋紀克
- 2008年4月 - 2010年3月：山田康弘
- 2010年4月 - 2012年3月：小松宏司
- 2012年4月 - 2014年3月：青井実
- 2014年4月 - 2015年3月：吉田一貴

※1997年は黒柳徹子、岡部まりなど複数名が務めたが、阿部は秋頃から司会を担当していた。

## 放送時間
BSプレミアム
- 本放送：日曜 19:30 - 20:58
- 再放送：翌週土曜 12:00 - 13:28
- アンコール放送：随時金曜 16:30 - 17:58

NHKワールド・プレミアム
- 日曜 16:10 - 17:38

その他、CS放送チャンネル銀河では過去の放送分の再放送を行う。

## 主なコーナー
- 2008年3月
- 「ワンマンショー」⇒「熱唱ひとり舞台」
毎回番組の後半に放送されたコーナーである。放送開始から2008年3月までは、一人の歌手が何曲も歌った。1人の歌手に数々の歌手が絡む事も多かったが、ここではあくまで1人の主役の歌手だけ挙げる。後期は複数の歌手で交互に歌う（後の「スペシャルステージ」）も増えてきた。2008年4月から完全に「スペシャルステージ」になり、この特別ステージは終了した。

2008年4月 -
- 「名曲イレブン」
毎回出演歌手が名曲を11曲歌唱するコーナー。
- 「旬のうた⇒歌謡HOT前線」
毎回出演歌手が自身の新曲を歌唱するコーナー。
- 「スペシャルステージ」
毎回出演歌手のうち2名から3名がトークやヒット曲、名曲のカヴァーの歌唱を行う「ミニライブ」のようなコーナー。